# Georgi Karaduszew
Georgi Janczew Karaduszew (bg. Георги Янчев Карадушев; ur. 2 marca 1958) – bułgarski zapaśnik walczący w stylu wolnym. Olimpijczyk z Seulu 1988, gdzie zajął piąte miejsce w kategorii 100 kg.
Czterokrotny uczestnik mistrzostw świata, brązowy medalista w 1983 i 1986. Zdobył trzy medale na mistrzostwach Europy, w tym złoty w 1986 roku.
- Turniej w Seulu 1988

Pokonał Wilfrieda Collinga z RFN, Juliusa Strnisko z Czechosłowacji, Babacar Sara z Mauretanii i Brytyjczyka Noela Lobana. Przegrał z Rumunem Vasile Pușcașu i Billem Scherem z USA. W pojedynku o piąte miejsce wygrał z Boldynem Dżawchlantögsem z Mongolii.